# Сеце (станция)
Се́це (латыш. Sece) — железнодорожная станция в Сецской волости Яунелгавского края Латвии, на линии Елгава — Крустпилс. Станция находится в Пурвини, в 7 км от посёлка Сеце.

## История
Официально считается, что станция открыта в 1920 г., однако есть основания полагать, что станция Сеце существовала уже в годы Первой мировой войны. В 1956 г. здесь построили рампу для погрузки сахарной свеклы и линию с колеёй 600 мм, соединявшую станцию с сетью узкоколейных дорог Виесите. Узкоколейная линия существовала до 1966 г..